# Hypnotize (canção)
"Hypnotize" é uma canção da banda norte-americana System of a Down, lançada no álbum Hypnotize. O vídeo foi filmado em 28 de setembro de 2005 no Van Andel Arena em Grand Rapids, Michigan.

## Faixas
Todas as faixas ao vivo gravadas  no Hurricane Festival de 2005, exceto onde especificado.

### Hypnotize (Promo single)
| N.º | Título      | Letras            | Música   | Duração |  |
| 1.  | "Hypnotize" | Malakian, Tankian | Malakian | 3:09    |  |

### Hypnotize (Single)
CD1
| N.º | Título              | Letras            | Música   | Duração |  |
| 1.  | "Hypnotize"         | Malakian, Tankian | Malakian | 3:09    |  |
| 2.  | "Science" (ao vivo) | Tankian           | Malakian | ?       |  |

CD2
| N.º | Título               | Letras            | Música   | Duração |  |
| 1.  | "Hypnotize"          | Malakian, Tankian | Malakian | 3:09    |  |
| 2.  | "Mr. Jack" (ao vivo) | Malakian, Tankian | Malakian | ?       |  |
| 3.  | "War?" (ao vivo)     | Tankian           | Malakian | ?       |  |

### Hypnotize (Maxi-single)
| N.º | Título               | Letras            | Música   | Duração |  |
| 1.  | "Hypnotize"          | Malakian, Tankian | Malakian | 3:09    |  |
| 2.  | "Science" (ao vivo)  | Tankian           | Malakian | ?       |  |
| 3.  | "Mr. Jack" (ao vivo) | Malakian, Tankian | Malakian | ?       |  |
| 4.  | "War?" (ao vivo)     | Tankian           | Malakian | ?       |  |
| 5.  | "Forest" (ao vivo)   | Tankian           | Malakian | ?       |  |

### Hypnotize (7" LE single)
| N.º | Título             | Letras            | Música   | Duração |  |
| 1.  | "Hypnotize"        | Malakian, Tankian | Malakian | 3:09    |  |
| 2.  | "Forest" (ao vivo) | Tankian           | Malakian | ?       |  |

### Hypnotize (single doiTunes)
| N.º | Título                                | Letras            | Música   | Duração |  |
| 1.  | "Hypnotize"                           | Malakian, Tankian | Malakian | 3:09    |  |
| 2.  | "Science" (ao vivo no London Astoria) | Tankian           | Malakian | ?       |  |
| 3.  | "Psycho" (ao vivo no London Astoria)  | Tankian, Malakian | Malakian | ?       |  |

## Gráficos
| Melhores posições nas paradas | Melhores posições nas paradas | Melhores posições nas paradas | Melhores posições nas paradas | Melhores posições nas paradas | Melhores posições nas paradas | Melhores posições nas paradas | Melhores posições nas paradas | Melhores posições nas paradas |
| EUA                           | Mainstream dos EUA            | Modern Rock dos EUA           | FIN                           | ALE                           | IRL                           | HOL                           | RU                            |                               |
| ----------------------------- | ----------------------------- | ----------------------------- | ----------------------------- | ----------------------------- | ----------------------------- | ----------------------------- | ----------------------------- | ----------------------------- |
| 57                            | 5                             | 1                             | 4                             | 83                            | 47                            | 31                            | 48                            |                               |